# Spišská Belá
Spišská Belá (Hongaars:Szepesbéla) is een Slowaakse gemeente in de regio Prešov, en maakt deel uit van het district Kežmarok.
Spišská Belá telt 6189 inwoners.